# Caso Marchese
Il caso Puleo - Marchese è un caso di pedofilia che per i suoi risvolti anomali ha ricevuto una rilevante eco mediatica alla fine del 2006 in Italia; il caso vide accusato Bruno Puleo, sacerdote dell'arcidiocesi di Agrigento, di aver compiuto abusi sessuali su un suo ex-seminarista, Marco Marchese, allora minorenne.
Il sacerdote fu condannato ma ha suscitato notevole scalpore il fatto che la curia locale abbia richiesto un indennizzo di 200 000 euro all'abusato, quale risarcimento per il "danno" arrecato dalle accuse all'immagine dalla Chiesa di Agrigento; richiesta in seguito ritirata, anche grazie all'intervento della trasmissione televisiva Mi manda Raitre.

## Le accuse
Il prete fu accusato da uno dei suoi seminaristi, all'epoca dei fatti dodicenne, di aver abusato di lui per circa tre anni, fino a quando non ha abbandonato il seminario per frequentare un liceo pubblico. Secondo Marchese, il prelato in quegli anni lo ha plagiato, rassicurandolo sulla bontà di quanto stavano facendo ed invitandolo a non fare parola dei loro incontri con altri, poiché ciò avrebbe potuto scatenare delle gelosie fra i seminaristi.

## Le prime denunce
Puleo è stato denunciato dapprima al parroco don Giuseppe Veneziano (il vice-rettore), poi al preside del seminario don Gaetano Montana ed in seguito anche all'Arcivescovo metropolita di Agrigento, Mons. Carmelo Ferraro, tutti citati poi nel processo come persone informate sui fatti.

## Provvedimenti
L'unico provvedimento preso nei confronti dell'abusatore, da parte del vescovo, fu quello di trasferirlo da Palma di Montechiaro a Sant'Anna, un paesino sempre in provincia di Agrigento.

## Processo e sentenza
Il processo si concluse con un patteggiamento a due anni e sei mesi per i reati commessi contro Marco Marchese. Durante il procedimento emersero i nomi di altri sei ragazzi ma in assenza delle denunce di questi, il processo di don Puleo ha riguardato solo il singolo caso verificato. Secondo il settimanale L'Espresso, articolo del 20 novembre 2006 a firma Giorgio Sturlese Tosi, al sacerdote furono concesse le attenuanti perché "la complessa vicenda che ha visto protagonista il religioso va inscritta in quel particolare clima che caratterizza le comunità chiuse come il carcere, i collegi, le navi durante lunghe navigazioni, dove spesso si instaurano, tra soggetti deboli ed esposti, dinamiche a sfondo omosessuale".

## Conclusione
Don Puleo continua a ricoprire la sua carica religiosa, sebbene anche l'Adc (Associazione docenti cattolici) ne chieda la dimissione dallo stato clericale. Anche gli altri protagonisti della vicenda continuano le loro professioni precedenti la denuncia. Marco Marchese ha pensato di intentare causa civile contro prete, vice-rettore, rettore e vescovo, mentre quest'ultimo ha chiesto al ragazzo un risarcimento di 200 000 euro per i danni che la denuncia dell'abusato avrebbe arrecato all'"immagine" e al "prestigio" della Chiesa di Agrigento. La vicenda si è conclusa, anche grazie all'intervento della trasmissione Mi manda Raitre, con una totale ammissione di responsabilità di don Puleo e con un risarcimento, al ragazzo, di una somma superiore a 50 000 euro, devoluta interamente all'Associazione per la Mobilitazione sociale.